# Battaglia di Wavre
Nella battaglia di Wavre una retroguardia dell'esercito prussiano dovette ripiegare a causa di una più numerosa armata francese, ma consentì al generale Blücher, comandante in capo dell'esercito di Wellington, di sbaragliare Napoleone nella battaglia di Waterloo.
La battaglia di Wavre fu l'ultima battaglia dei Cento Giorni di Napoleone. Essa fu combattuta dal 18 al 19 giugno 1815 e fu l'ultima battaglia non solo dei Cento Giorni ma anche delle Guerre napoleoniche. Fu combattuta fra una retroguardia prussiana sotto il comando del generale Johann von Thielmann e tre corpi dell'armata francese comandati dal Maresciallo Grouchy.

## Antefatto
Nella battaglia di Ligny, due giorni prima, l'esercito prussiano era stato obbligato a ritirarsi in maniera disordinata. Napoleone inviò Grouchy all'inseguimento con l'ala destra dell'Armata del Nord costituita da 32 000 uomini e 96 cannoni:
- III Corpo (generale Dominique Vandamme - 17 099 - 38 cannoni)
- IV Corpo (generale Étienne Maurice Gérard - 15 013 - 38 cannoni)
- dalla riserva 5 000 cavalieri
- II Corpo di cavalleria (generale Exelmans - 3 392 - 12 cannoni)
- IV (Ussari) Divisione di Cavalleria (generale Pierre Soult - 1 485 - 8 cannoni) (che furono distaccati dal I Cavalleria)

Grouchy fu lento nell'iniziare l'inseguimento, dando così tempo a Blücher di raggruppare il suo esercito e avanzare con tre corpi, raggiungendo Wellington a Waterloo. Il quarto contingente, il III Corpo di 17 000 uomini e 48 cannoni condotto da Thielmann, venne lasciato in retroguardia. La forza principale di Thielman occupò Wavre e Bierges mentre un piccolo fianco occupò Limale.

## La battaglia
Nello stesso giorno in cui Napoleone si preparava ad attaccare Wellington alla Battaglia di Waterloo,  il Maresciallo Grouchy, al comando dei Corpi del generale Gérard e del generale Vandamme, si preparava ad attaccare le forze prussiane sul fiume Dyle tra le città di Wavre e Limale.
Grouchy aveva avuto ordini scritti e verbali, da parte di Napoleone, di marciare su Wavre e iniziare la battaglia contro i prussiani.Grouchy e i suoi comandanti poterono udire, in lontananza, il rombo dei cannoni della Grande batteria di Waterloo. I comandanti di Grouchy, specialmente Gérard, suggerirono che loro dovevano “marciare al rombo dei cannoni”. Grouchy, comunque, temette le conseguenze di disubbidire agli ordini di Napoleone e proseguì ignorando il consiglio dei suoi comandanti di corpo. Egli continuò la marcia su Wavre e impegnò l'esercito prussiano lanciando una serie di pesanti attacchi contro la retroguardia di Thielmann; nonostante fossero in inferiorità numerica, i prussiani mantennero però il campo. Un durissimo combattimento si sviluppò nei pressi del ponte di Limale non appena le truppe di Grouchy tentarono di prenderlo d'assalto; ancora una volta i prussiani mantennero la posizione coprendo così il trasferimento di Blücher con 72 000 uomini in aiuto a Wellington a Waterloo.
Alle 17:00 Grouchy ricevette un ordine da Napoleone che lo richiamava in aiuto alla forza principale a Waterloo. L'ordine giunse comunque troppo tardi perché Grouchy potesse intervenire efficacemente a Waterloo ed egli decise di mantenere la sua posizione. Dopo l'ulteriore azione nella mattinata del 19 giugno, i prussiani finalmente si ritirarono. Grouchy, dopo aver saputo della disfatta di Waterloo, iniziò a ritirarsi.

## Conclusioni
Mentre la battaglia volgeva verso la conclusione con una vittoria francese e i prussiani in ritirata, Grouchy poté soltanto pensare alla sua inutile e vuota vittoria. I prussiani mantennero il loro campo per il tempo sufficiente affinché Blücher trasferisse i suoi 72 000 uomini in aiuto di Wellington a Waterloo. Per i prussiani, invece, fu una vittoria strategica; la loro retroguardia resistette a una forza avversaria nettamente superiore, abbastanza affinché Blücher si unisse alle forze di Wellington e insieme infliggessero la disfatta definitiva all'Imperatore Napoleone. Inoltre la retroguardia prussiana tenne a bada 33 000 francesi che altrimenti avrebbero potuto prender parte alla Battaglia di Waterloo.